# 9769 Nautilus
9769 Nautilus este o planetă minoră (asteroid), cu un diametru de 2,839 km, din centura de asteroizi. A fost descoperită pe 24 februarie 1993 la JCPM Yakiimo Station⁠(d) de Akira Natori⁠(d) și a fost numită după Nautilus⁠(d). 
Obiectul prezintă o orbită caracterizată de o semiaxă mare de 2,2382462 UAi, o excentricitate de 0,11, o înclinație de 6,49534 ° în raport cu ecliptica.